# Pfaffengrund (Heidelberg)

Mapa da localização de Pfaffengrund em Heidelberg

Pfaffengrund é um distrito no oeste de Heidelberg, com uma área residencial ao sul e uma área industrial ao norte.
Em c. 1920 foram construídas as primeiras moradias na Pfaffengrundstraße, e da lá o distrito de Pfaffengrund se desenvolvou até chegar a atual Bundesautobahn 5 (A 5), sua atual fronteira com Eppelheim.